# Războaiele mitridatice
Au fost trei Războaie Mitridatice între Republica Romană și Regatul Pontului în secolul I î.Hr.. Ele poartă numele regelui Mithridates al VI-lea cel Mare care era regele Pontului în acel timp.
- Primul Război Mitridatic (88 - 84 î.Hr.). Legiunile romane au fost conduse de Lucius Cornelius Sulla, dar și Lucius Valerius Flaccus și Gaius Flavius Fimbria. Bătălii importante au avut loc la Chaeronea sau Orchomenus în 86 î.Hr.. Războiul s-a terminat cu victorie romană și cu Tratatul de la Dardanos din 85 î.Hr..
- Al Doilea Război Mitridatic (83 - 81 î.Hr.). Armatele romane au fost conduse de Lucius Licinius Murena. Războiul s-a terminat nedecisiv după o înfrângere a romanilor și retragerea ordinelor lui  Sulla.
- Al Treilea Război Mitridatic (75 - 63 î.Hr.). Armatele romane au fost conduse de Lucius Licinius Lucullus (75 - 66 î.Hr.) apoi de Cneus Pompeius Magnus (66 - 63 î.Hr.). Războiul s-a sfârșit cu victorie romană și cu sinuciderea regelui Mithridates al VI-lea în 63 î.Hr..

Forțele regatului Pontus au fost distruse, Roma devenind cea mai mare putere din Anatolia.